# Brachyhesma newmanensis
Brachyhesma newmanensis là một loài Hymenoptera trong họ Colletidae. Loài này được Exley mô tả khoa học năm 1977.